# Kirton (Suffolk)
Kirton è un paese di 1.146 abitanti della contea del Suffolk, in Inghilterra, a circa 4,5 km da Felixstowe e 10 km da Ipswich.